# قسم فين الريفي (مقاطعة بندر عباس)
قسم فين الريفي (بالفارسية: دهستان فین) هي منطقة ريفية تقع في إيران في ناحية فين. يقدر عدد سكانها بـ 9,277 نسمة .